# Strategie immunitarie di evasione virale

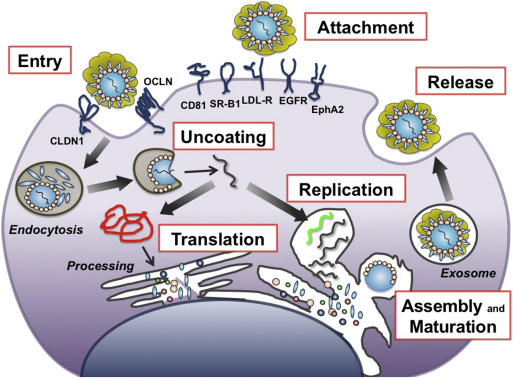
Ciclo di vita del virus dell'epatite C.

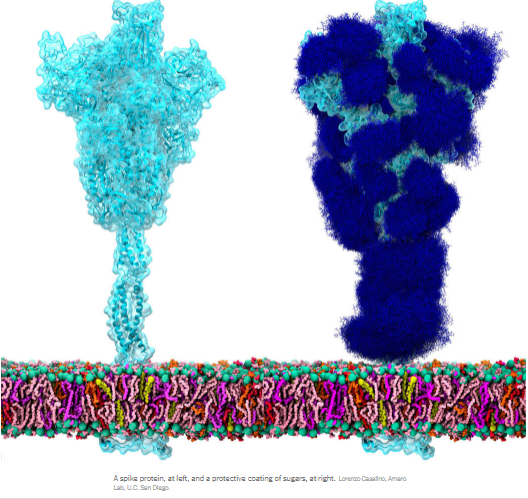
La proteina spike nuda (sinistra), scudata con i glicani zuccheri protettivi(destra). Le strutture 3D mostrano che la superficie della proteina (trimero S) del SARS-CoV-2 è ampiamente protetta dal riconoscimento degli anticorpi da parte dei glicani, con la notevole eccezione del dominio di legame del recettore ACE2; i glicani schermano circa il 40% della superficie proteica nonostante rappresentano solo il 17% del peso molecolare totale del trimero S.

L'evasione immunitaria o la strategia di evasione virale è quella serie di meccanismi che i virus hanno evolutivamente sviluppato per superare le difese immunitarie dell'organismo ospite. Al contempo il sistema immunitario dei mammiferi ha sviluppato metodi complessi per affrontare e adattarsi ad antigeni estranei dei virus e non.
I virus a DNA e RNA utilizzano metodi complessi per eludere il rilevamento delle cellule immunitarie attraverso l'interruzione del percorso di segnalazione dell'interferone, il rimodellamento dell'architettura cellulare, il silenziamento genico mirato e la scissione della proteina di riconoscimento.
Un meccanismo recentemente studiato è quello che coinvolge le glicoproteine dell'involucro virale sono importanti per la patogenicità virale e l'evasione immunitaria. La schermatura con N-glicani è un meccanismo attraverso il quale è possibile ottenere l'evasione immunitaria.

## Sistema di interferone
Il sistema immunitario umano si basa su una pletora di percorsi di segnalazione cellula-cellula per trasmettere informazioni sulla salute e sul microambiente di una cellula.
Molti di questi percorsi sono mediati da ligandi solubili, citochine, che si adattano in modo speculare ai recettori della superficie cellulare adiacenti. Questo linguaggio di comunicazione cellulare conferisce specificità e controllo spazio-temporale per la trasmissione dei dati.
Il sistema Interferon è composto da una famiglia di citochine. Gli interferoni di tipo I, IFN-α / β e gli interferoni di tipo III, IFN-λ svolgono un ruolo chiave nell'immunità adattativa, agendo come autostrade di comunicazione tra cellule infettate con DNA estraneo a doppia elica o RNA a doppia elica.
Le cellule dei mammiferi utilizzano recettori specializzati noti come Pattern Recognition Receptors (PRR) per rilevare l'infezione virale; questi recettori sono in grado di riconoscere i pattern molecolari associati ai patogeni (PAMP) inscritti nel DNA e nell'RNA virali. Questi recettori di riconoscimento del pattern, spesso localizzati nel citosol o nel nucleo, sono responsabili della notifica alle cellule infette e dell'inizio della secrezione delle citochine dell'interferone.

## Risposta immunitaria mediata da RNA a doppio filamento
Il ruolo preciso dell'RNA a doppio filamento (ds) è ancora ampiamente studiato come attore centrale nel sistema interferone.Ricercatori hanno scoperto che virus a RNA a filamento positivo e virus dsRNA hanno prodotto quantità significative di dsRNA, ma i metodi precisi utilizzati dalle cellule di mammifero per distinguere tra dsRNA proprio e non proprio devono ancora essere scoperti.
Gli studi suggeriscono che il riconoscimento deve estendersi oltre la semplice identificazione della struttura del dsRNA e probabilmente si basa su altri marcatori epigenetici.

### Riconoscimento dell'RNA a doppio filamento

#### Attivazione della proteina chinasi

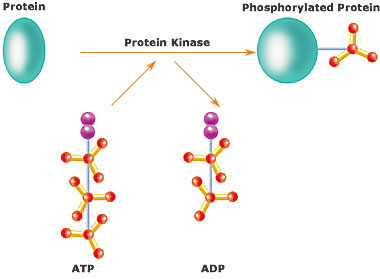
Meccanismo d'azione delle protein-chinasi

Il dsRNA è stato implicato nell'attivazione del sistema interferone attraverso l'attivazione della proteina chinasi R, PKR.
La PKR citoplasmatica è spesso associata al ribosoma nelle cellule di mammifero dove è in grado di riconoscere l'RNA a doppio filamento e a filamento singolo e successivamente fosforilare i substrati variabili, arrestando la sintesi proteica.
L'attivazione della PKR innesca successivamente la segnalazione dell'interferone, dando inizio alla morte cellulare in risposta al riconoscimento del dsRNA virale. Mentre il PKR I ruoli dell'attivazione della PKR sono stati studiati a fondo con gruppi che hanno scoperto che è insensibile alla presenza di brevi dsRNA e siRNA ma che mostrano un'affinità significativa per dsRNA e ssRNA con struttura secondaria.

#### 2'-5'- Oligoadenilato sintetasi
Ricercatori hanno scoperto che la segnalazione dell'interferone promuove l'attivazione di una sintestasi 2'-5'-oligoadenilato, sensibile alla presenza di dsRNA più lunghi di 15 paia di basi. Poiché questo meccanismo non è sensibile al legame dsRNA propria vs. non propria, i risultati indicano una riduzione complessiva della sintesi proteica ma non hanno indicato specificità per una sola riduzione della sintesi proteica virale.

## Strategie di evasione virale
Negli ultimi anni, gli studi si sono concentrati su come i virus eludono i recettori di riconoscimento dei pattern, le proteine adattatrici bersaglio e le loro chinasi, inibiscono i fattori di trascrizione per l'induzione dell'interferone ed eludono i geni stimolati dall'interferone.

### Evasione del recettore di riconoscimento dei modelli

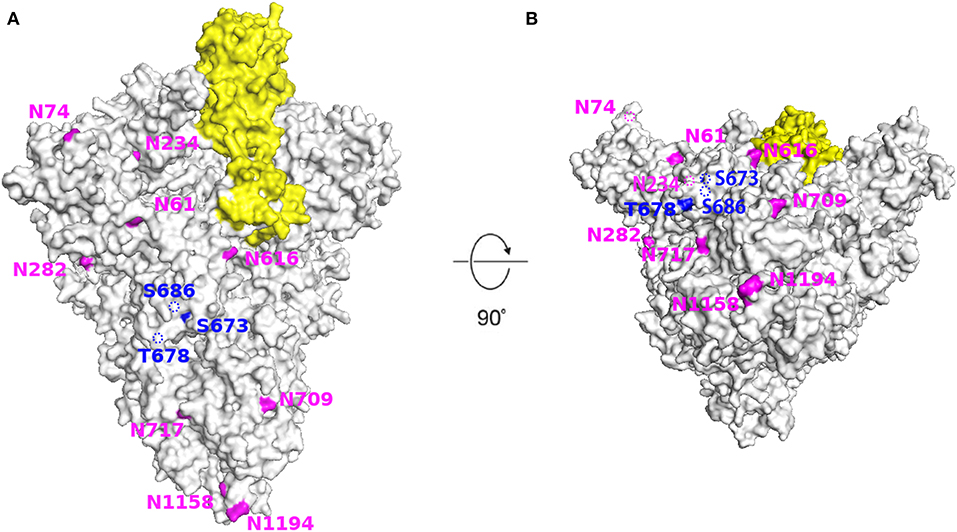
La modellazione strutturale della proteina spike SARS-CoV-2 mostra la posizione di tutti i siti di glicosilazione.

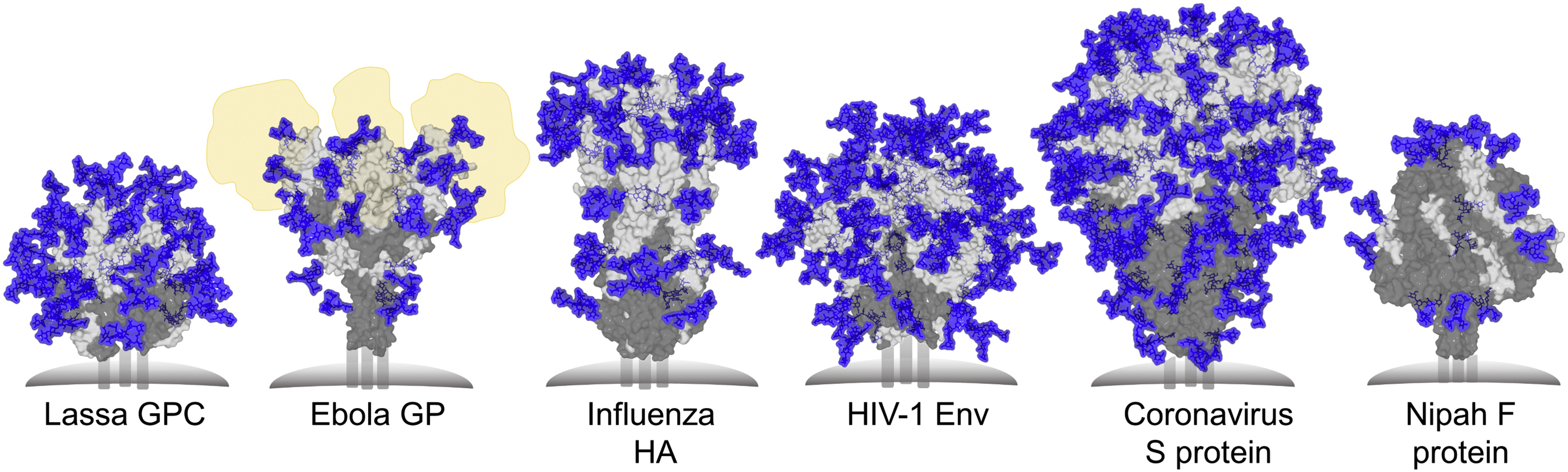
Schermatura glicana dei virus di classe I proteine di fusione

Replicazione (fase attiva) di un virus all'interno di un linfocita

I virus della famiglia flaviviridae, come il virus dell'epatite C, hanno sviluppato meccanismi virali complessi per riorganizzare la membrana cellulare, creando una rete membranacea progettata per ospitare il meccanismo di replicazione virale.
Questi virus utilizzano proteine del complesso dei pori nucleari della cellula ospite endogena per schermare l'RNA virale dai recettori di riconoscimento del pattern escludendo i PRR dall'interno del compartimento della membrana virale. Utilizzando il ri-arrangiamento architettonico della membrana, i virus hanno sviluppato un metodo per eludere le proteine di riconoscimento del pattern localizzato nel citoplasma come RIG-I. Al fine di eludere il riconoscimento del pattern, altri virus come Enterovirus hanno sviluppato proteine multifunzionali che non solo aiutano nell'elaborazione delle proteine virali, ma scindono anche le proteine di riconoscimento citoplasmatico MDA5 e RIG-I, dimostrando ulteriormente fino a che punto i virus possono ridurre la segnalazione dell'interferone attraverso vari percorsi.
È stato segnalato che altri virus prendono di mira gli attivatori a monte delle proteine di riconoscimento dei pattern, antagonizzando le proteine a monte che hanno rimosso le modificazioni post-traduzionali inibitorie.

### Schermatura degli acidi nucleici
Altri virus utilizzano le proteine della cellula ospite per proteggere il DNA virale fino a quando non ha raggiunto il nucleo. All'ingresso nel citoplasma della cellula ospite, il capside dell'HIV-1 viene riconosciuto e legato dalla ciclofilina A (CypA); questa interazione di affinità stabilizza il capside e impedisce l'esposizione del cDNA dell'HIV-1 ai recettori di riconoscimento del pattern nel citoplasma. Questa schermatura consente al cDNA dell'HIV-1 di traslocare nel nucleo dove può iniziare la replicazione.

### Schermatura glicanica
Le glicoproteine virali, influenzano, tra le altre funzioni, il ripiegamento delle proteine, l'induzione dell'interferone e la regolazione delle risposte antivirali proteggendo il virus dagli anticorpi neutralizzanti.

### Testi
- Ricardo Martín Gómez, Eugenio Antonio Carrera Silva, Jônatas Santos Abrahão, Siew Pheng Lim, Aleem Siddiqui, Viral Evasion Mechanisms of the Host Response, Frontiers Media SA, 6 aprile 2020,  p. 4, ISBN 978-2-88963-648-8.
- Vinay Kumar, Robbins and Cotran Pathologic Basis of Disease, Elsevier Saunders, 2005, ISBN 978-0-7216-0187-8.

### Riviste
- Strumillo ST, Kartavykh D, de Carvalho FF, Cruz NC, de Souza Teodoro AC, Sobhie Diaz R, Curcio MF, Host-virus interaction and viral evasion, in Cell Biol Int, febbraio 2021, DOI:10.1002/cbin.11565, PMC 8014853, PMID 33533523.
- Lei V, Petty AJ, Atwater AR, Wolfe SA, MacLeod AS, Skin Viral Infections: Host Antiviral Innate Immunity and Viral Immune Evasion, in Front Immunol, vol. 11, 2020,  p. 593901, DOI:10.3389/fimmu.2020.593901, PMC 7677409, PMID 33240281.
- Lee HR, Choi UY, Hwang SW, Kim S, Jung JU, Viral Inhibition of PRR-Mediated Innate Immune Response: Learning from KSHV Evasion Strategies, in Mol Cells, vol. 39, n. 11, novembre 2016,  pp. 777-782, DOI:10.14348/molcells.2016.0232, PMC 5125932, PMID 27871174.
- Hyun-Cheol Lee, Kiramage Chathuranga e Jong-Soo Lee, Intracellular sensing of viral genomes and viral evasion, in Experimental & molecular medicine, vol. 51, n. 12, Springer Science and Business Media LLC, 11 dicembre 2019,  pp. 1-13, DOI:10.1038/s12276-019-0299-y, ISSN 1226-3613 (WC · ACNP), PMC 6906418, PMID 31827068.